# Fabio Morena
Fabio Daniel Morena (Musberg, 19 marzo 1980) è un dirigente sportivo, allenatore di calcio ed ex calciatore tedesco con cittadinanza italiana, di ruolo difensore, team manager dell'Hannover 96.

## Palmarès

### Club

#### Competizioni nazionali
- Fußball-Regionalliga: 1

St. Pauli: 2006-2007